# Симоне, Марко
Ма́рко Симо́не (итал. Marco Simone; 7 января 1969, Кастелланца, Италия) — итальянский футболист, игравший на позициях нападающего и полузащитник, ныне тренер.
Известен по выступлениям за клубы «Милан» (Италия), «Пари Сен-Жермен» и «Монако» (оба — Франция). За национальную сборную Италии провёл 4 игры.
Чемпион Италии (1992, 1993, 1994 и 1996 в составе «Милана») и Франции (2000 в составе «Монако»), обладатель Кубка чемпионов (1990 и 1994), Суперкубка Европы (1989 и 1994), Межконтинентального кубка (1989), Кубка Франции и Кубка французской лиги (1998 в составе «Пари Сен-Жермен»).

## Биография

Симоне в составе «Комо»

Марко дебютировал в итальянской Серии А, играя за клуб «Комо», 11 января 1987 года. После нескольких выступлений в Серии А, был отдан на правах аренды в клуб «Альцано», который выступал в Серии C1. За этот клуб, Симоне, в сезоне 1987/88 забил 15 голов, и по итогам сезона стал лучшим бомбардиром Серии C1.
В победном финале Кубка европейских чемпионов 1990 года против «Бенфики» (1:0) Симоне остался в запасе «Милана». Спустя 4 года в финале Лиги чемпионов УЕФА 1994 года против «Барселоны» (4:0) также был в запасе «Милана», но не вышел на поле.
25 сентября 1996 года Симоне сделал хет-трик в ворота «Русенборга» к 24-й минуте гостевого матча Лиги чемпионов УЕФА (4:1). Симоне стал первым итальянцем, сделавшим хет-трик в Лиге чемпионов. «Милан» в том сезоне не смог выйти из группы Лиги чемпионов, пропустив вперёд «Порту» и «Русенборг».
После окончания карьеры был назначен на должность директора итальянского футбольного клуба «Леньяно». С 2009 года также консультант на рынке клуба «Монако». Впоследствии Марко оставил руководство «Леньяно», став футбольным скаутом и агентом ФИФА. 12 сентября 2011 года назначен главным тренером «Монако» вместе с Жаном Пети вместо уволенного Лорана Банида.
7 ноября 2013 года Симоне был назначен техническим директором «Лозанны». 12 мая 2014 года он решает не продолжать сотрудничество с «Лозанной», поскольку спортивный проект не отражает его амбиции. Он получил лицензию Uefa Pro. 13 октября 2014 года стал главным тренером «Лозанны». 24 марта 2015 года после серии из пяти поражений был освобождён от должности.
25 июня 2015 года стал тренером «Тура» из второго дивизиона Франции. Набрал 49 очков в 38 матчах и добился отличного результата[какого?] в Кубке французской лиги и Кубке Франции. 14 мая 2016 года он уходит в отставку. 8 ноября был нанят в качестве технического директора «Лаваля». Команда заняла третье место в чемпионате с итогом 11 очков в 14 матчах. 15 июля 2017 года был назначен техническим директором «Клуб Африкен», который выступал в высшем тунисском дивизионе, подписал двухлетний контракт. 23 ноября освобожден от должности.

## Достижения

### Командные
«Милан»
- Чемпион Италии (4): 1991/92, 1992/93, 1993/94, 1995/96
- Обладатель Суперкубка Италии (3): 1992, 1993, 1994
- Лига чемпионов УЕФА (2): 1989/90, 1993/94
- Суперкубок УЕФА (3): 1989, 1990, 1994
- Межконтинентальный кубок (2): 1989, 1990

«Пари Сен-Жермен»
- Кубок Франции: 1997/98
- Кубок французской лиги: 1997/98
- Суперкубок Франции: 1998

«Монако»
- Чемпион Франции: 1999/00
- Кубок французской лиги: 2002/03
- Суперкубок Франции: 2000

### Индивидуальные
- Лучший бомбардир в Серии C1: 1988/89
- Лучший иностранный игрок во Франции (2): 1997/98, 1999/00

## Статистика
| Сезон   | Клуб                        | Дивизион | Матчи | Голы |
| ------- | --------------------------- | -------- | ----- | ---- |
| 1986/87 | «Комо» (Италия)             | Серия А  | 2     | 0    |
| 1987/88 | «Вирескит» (Италия)         | Серия С1 | 33    | 15   |
| 1988/89 | «Комо» (Италия)             | Серия А  | 34    | 6    |
| 1989/90 | «Милан» (Италия)            | Серия А  | 21    | 1    |
| 1990/91 | «Милан» (Италия)            | Серия А  | 14    | 4    |
| 1991/92 | «Милан» (Италия)            | Серия А  | 15    | 7    |
| 1992/93 | «Милан» (Италия)            | Серия А  | 13    | 5    |
| 1993/94 | «Милан» (Италия)            | Серия А  | 25    | 3    |
| 1994/95 | «Милан» (Италия)            | Серия А  | 30    | 17   |
| 1995/96 | «Милан» (Италия)            | Серия А  | 27    | 8    |
| 1996/97 | «Милан» (Италия)            | Серия А  | 23    | 4    |
| 1997/98 | «Пари Сен Жермен» (Франция) | Лига 1   | 28    | 13   |
| 1998/99 | «Пари Сен Жермен» (Франция) | Лига 1   | 31    | 9    |
| 1999/00 | «Монако» (Франция)          | Лига 1   | 34    | 21   |
| 2000/01 | «Монако» (Франция)          | Лига 1   | 30    | 7    |
| 2001/02 | «Монако» (Франция)          | Лига 1   | 5     | 0    |
| 2002/03 | «Милан» (Италия)            | Серия А  | 9     | 0    |
| 2002/03 | «Монако» (Франция)          | Лига 1   | 5     | 0    |
| 2003/04 | «Ницца» (Франция)           | Лига 1   | 7     | 0    |